# برگزیده (کتاب)
کتاب برگزیده، ، گزیده‌ای از دو کتاب آثارالحق است که شامل تعالیم شفاهی استاد الهی بین سال‌های ۱۳۴۳ تا ۱۳۵۳ می‌باشد. اندیشه استاد الهی، به جز در تألیفاتش، بیشتر از طریق آموزش‌های شفاهی در جمع‌های غیر رسمیِ دوستانه انتقال می‌یافت. چند سال بعد از درگذشتش، یادداشت‌هایی که در این جمع‌ها برداشته شده بود، توسط فرزندش، بهرام الهی، در دو جلد به نام آثارالحق منتشر شد.
در کتاب برگزیده گفتارهایی جمع‌آوری شده که بیشتر نمودار جنبه‌های عملی فلسفه و مشی فکری استاد الهی هستند. در مقدمه کتاب آمده است:«در تعلیمات استاد، روی سخن بیشتر با کسانی است که زندگی مادی را غایت هستی نمی‌دانند و فارغ از تعصبات نژادی و جنسیتی و مذهبی و فرهنگی، در پی شناخت بیشتر و عمیق‌تر از حقیقت هستی خود و معنای زندگی هستند.»
جیمز موریس در مورد تعلیمات شفاهی استاد الهی می‌گوید: «استاد الهی با تعلیمات شفاهی خود و پاسخ به سه سؤال بنیادین متافیزیکی و اخلاقی دربارهٔ اصل و فطرت انسان، حقوق و وظایف و مقصد نهایی‌اش، دانشگاه معنوی را برای هرانسانی فارغ از فرهنگ و عقیده خاص، بنیان نهاد. تعلیمات استاد الهی، روش عملی منسجمی را در اختیار انسان می‌نهد که امکان پیشرفت معنوی او را در مراحل مختلف فراهم می‌کند. از نکات اساسی آموزه‌های او می‌توان به توضیح مفهوم نقش مظهریت الهی اشاره کرد.»

## گفتارهایی از کتاب برگزیده
- ظاهر، باطن، دنیا و آخرت... هر چه بخواهید در ریشه محبت است. اگر ریشه محبت کرم‌خوردگی ‍پیدا کند یا فاسد شود هر چه دارید خراب می‌شود. انسان خودش تا حدودی در پرورش محبت دخالت دارد. باید ماهیت خود را قلب به شیرینی کند تا به مذاق همه شیرین باشد و خودش هم شیرینی را حس کند.

- دنیا همه‌اش مکررات است،زیرا هر خاطره‌ای از بدی یا خوبی، بالاخره می‌گذرد و فراموش می‌شود، وظیفه انسانیتی در ما هست که باید انجام بدهیم، یعنی نسبت به همنوع خود مهربان باشیم و خدمت بکنیم و گذشت داشته باشیم. زیرا انتقام هیچوقت لذت ندارد، بلکه پشیمانی می‌دهد، در صورتی که گذشت همیشه لذت دارد.

- ما کار به دین کسی نداریم، انسانیت واقعی را از او انتظار داریم. یعنی خلق نیک، مرام نیک، و نیت نیک از شخص می‌خواهیم،‌حالا هر کس باشد.

- خدا با قلب کار دارد نه با زبان  می‌خواهید به عربی، به فارسی، یا به زبان دیگری بگویید و می‌خواهید هیج نگویید او فقط با قلب کار دارد.

## ترجمه‌ها
- کتاب برگزیده در سال ۲۰۱۴  با نام Paroles de Vérité  به همراه مقدمه‌ای درباره کتاب توسط لیلی انور به زبان فرانسه ترجمه شده است..[۳] این کتاب توسط انتشارات البن میشل(Albin Michel) منتشر شده است.[۴]
- کتاب برگزیده در سال ۲۰۱۶ با نام Parloe di verita به زبان ایتالیایی ترجمه شده است.
- کتاب برگزیده در سال ۲۰۱۷ با نام Hakikat sozleri به زبان ترکی ترجمه شده است.[۵]

## منبع
1. ↑  https://ostadelahi.com/fa/works-fa/related-works/
2. ↑  ایرانیکا، جیمز موریس، تعلیمات استاد الهی
3. ↑  http://www.e-ostadelahi.fr/eoe-fr/ostad-elahi-paroles-de-verite/
4. ↑  «نسخه آرشیو شده». بایگانی‌شده از اصلی در ۱ مارس ۲۰۱۴. دریافت‌شده در ۲۳ فوریه ۲۰۱۴.
5. ↑   https://ostadelahi.com/fa/works-fa/related-works/

## ویدئو
- مصاحبه لیلی انور درباره ترجمه کتاب برگزیده به فرانسه قسمت اول
- مصاحبه لیلی انور درباره ترجمه کتاب برگزیده به فرانسه قسمت دوم
- مصاحبه با لیلی انور درباره ترجمه کتاب برگزیده به فرانسه در برنامه France Culture